# Bem TV
Bem TV é uma emissora de televisão brasileira sediada em Tangará da Serra, cidade do estado de Mato Grosso. Opera no canal 3 (14 UHF Digital), e é afiliada ao SBT.

## História
Em setembro de 2009, a emissora começa a anunciar sua afiliação ao SBT, que estava sem sinal local na cidade desde 16 de maio por conta da desfiliação da TV Cidade Verde Tangará da Serra.